# Gustaf Sälldin
Gustaf Oskar Eugen Sälldin, född 2 januari 1887 i Husby-Lyhundra församling, Stockholms län, död 18 december 1982 i Vaksala församling, Uppsala län, var en svensk trädgårdsmästare och -arkitekt.
Sälldin, som var son till Anders Gustaf Sälldin och Emma Sofia Loström, genomgick från Alnarps trädgårdsskola 1914, avlade examen vid Preussische Lehranstalt zu Proskau 1918 och prov för lärarkompetens där samma år. Han studerade vid Stockholms högskola och vid Breslau universitet 1919–1923, blev candidatus philosophiæ 1923 och var amanuens vid Lunds universitet 1923–1925. Han var statsstipendiat 1920–1923.
Sälldin praktiserade vid Tiergarten i Berlin 1915 och vid Spandau Parkverwaltung 1916, var trädgårdsarkitekt vid Oberinspektorat der Städtische Friedhöfe i Breslau 1919, förste lärare vid Apelryds trädgårdsskola i Båstad 1925–1926, elev vid Alnarps lantbruksinstitut 1927 samt trädgårdsarkitekt hos anläggningsfirman Jansson & Hallström i Stockholm 1928 och vid lantbruksutställningen i Stockholm 1929–1930. Han blev tillförordnad akademiträdgårdsmästare i Uppsala 1931 och var akademiträdgårdsmästare där från 1935. Han var arkitekt och kontrollant för Botaniska trädgårdens växthusbygge 1935–1936.